# Al-Karmil
al-Karmil (àrab: خربة الكرمل, Ḫirbat al-Karmil) és una vila palestina de la governació d'Hebron, a Cisjordània, situada 12 kilòmetres al sud d'Hebron, l'Àrea A sota control total palestí. Segons l'Oficina Central Palestina d'Estadístiques tenia 4.940 habitants el 2016. Les instal·lacions d'atenció primària de salut del poble són designades pel Ministeri de Salut com a nivell 2.

## Història
Hi ha tres referències a al-Karmil en la Bíblia. "Carmel" és mencionada com a ciutat del Regne de Judà, també com el lloc on Saül erigí un monument després de l'expedició contra els Amalek i on residia Nabal el carmelita.
A l'era de l'Imperi Romà d'Orient al voltant del segle vi o VII, s'hi va construir una església, al costat oest de les restes. Al segle xix, es va descriure que tenia tres espitlleres de casamata al costat est. Es van descobrir esbossos d'altres dues esglésies a l'immediat nord i sud.
Al-Muqaddasi la descriu en 985 com "un poble en els límits més llargs del territori d'Hebron, al Jund Filastin. Aquest és el Carmel esmentat a Josuè xv.55." Era esmenada en fonts croades de 1172/3, com el lloc on el rei Amalric I de Jerusalem va reunir el seu exèrcit.
En 1838 Edward Robinson va assenyalar-hi les restes d'una antiga torre i una antiga església. L'explorador francès Victor Guérin va visitar el lloc el 1863, i va assenyalar les restes d'una antiga església.
En 1883 el Survey of Western Palestine (SWP) del Fons per a l'Exploració de Palestina hi va trobar nombroses ruïnes i un dipòsit ple d'aigua. També s'hi trobaren restes d'un castell, potser de l'època de les Croades, i una església. El SWP també va descobrir restes d'uan antiga carretera de Jerusalem a Al-Karmil.
La població de la vila era de 146 habitants el 1961. En un cens realitzat per Israel després d'haver ocupat Cisjordània després de la Guerra dels Sis Dies es va informar que el poble tenia 76 residents a 17 llars.
El lloc conté un antic embassament, el Birket Al-Karmel, que s'ha transformat en una gran àrea de recreació, amb una piscina. Gideon Levy escriu:
| « | Les terrasses, el paisatgisme decoratiu, les pedres d'Hebron, els banys i una font que s'agafa de la roca al costat de la piscina, fan d'aquest un dels llocs més espectaculars a l'aire lliure a Cisjordània. | » |

Dues vegades, el 2015, els turistes colonitzadors sota la guàrdia de Forces de Defensa d'Israel, van fer incursions al parc, després que l'exèrcit va obligar els nens locals a sortir de la piscina i els va deixar un racó mentre els colons gaudien de la piscina i del lloc.